# 清盤
清盤（英語：Liquidation）是一種法律程序，公司的生產運作停止，所有資產（包括生財工具的機械、工廠、辦公室、物業以及所持有的專利、債權和有價證券等），在短期內出售，變回現金，按先後次序償還（分派給）未付的債項，之後按法律程序，宣佈公司解散的一連串過程。

## 分類
清盤可以簡單分為兩種，包括：
- 自動清盤（voluntary winding-up）：該公司成員例如合伙人、有限公司股東的意願下主動清盤，把資產出賣，變回現金，分派給債主及股東等，結束其公司法律個體。香港將一詞譯作「自動」（慣常用於翻譯），其實並不準確，應當將其理解為與「強制」相對應的「主動」或「自願」。
- 強制清盤（compulsory winding-up）：因一間公司的資金不能抵償負債，債主以民事法追討，最後法院發出強制清盤令。

### 自動清盤
又可分為：
1. 公司成員自動清盤
2. 債權人自動清盤

當公司的成員決定公司進行自動清盤並解散公司，自動清盤便會進行。如果公司的成員議決公司進行清盤，公司通常便會停止運作而自動清盤亦會宣告開始。如果公司有償還債務能力，而公司成員而又能提供法定的聲明以證明公司的償還能力的話，該清盤會視為公司成員自動清盤。在上述自動清盤案中，會議會議決委任清盤人進行清盤。否則，清盤案會視為債權人自動清盤，債權人會議亦會召開，此時公司的董事必須匯報公司的事務。若債權人自動清盤進行的話，公司清盤的審查委員會亦會成立並委任審查委員會成員。
即使公司自動清盤開始後，法庭仍可能頒布強制公司清盤命令，但呈請清盤的分擔人可能需要留意自動清盤可能會對其他分擔人構成偏見。

### 強制清盤
如果公司的負債過多，其債權人及/或公司成員可以入稟法院提出清盤呈請。清盤呈請提出後，法院將進行清盤呈請聆訊，最後法院會發出強制清盤令，頒令公司進行清盤。

## 臨時清盤人
清盤呈請人在提交清盤呈請後，如果認為公司的資產陷於險境，呈請人可透過其代表律師向法院申請，委任會計師或律師等專業人士為臨時清盤人（英語：Provisional Liquidator(s)，又稱「破產管理人」）。臨時清盤人會在法院頒布清盤令後，將清盤公司的一切資產收集及變賣，以求債權人獲得發還最高額的債款。此外，臨時清盤人會在法院頒布清盤令後，召開並主持第一次債權人及分擔人會議，以商討委任正式清盤人及成立審查委員會（如有）。

## 解散
當公司所有資產已變現，及有關公司事務已完成，清盤人須召開最後一次債權人/公司成員的會議，以商討他擬向法院申請解除其清盤人的職務，並通知有關公司註冊的政府部門/機關。在所有事務完成後，有關公司將予以解散。

## 外部連結
- N Vivekananda writes about how Indian law regulates excessive litigation during winding-up[永久]